# Loliginidae
Los loligínidos (Loliginidae) constituyen una familia de la orden de los calamares (Teuthida). 

## Especies

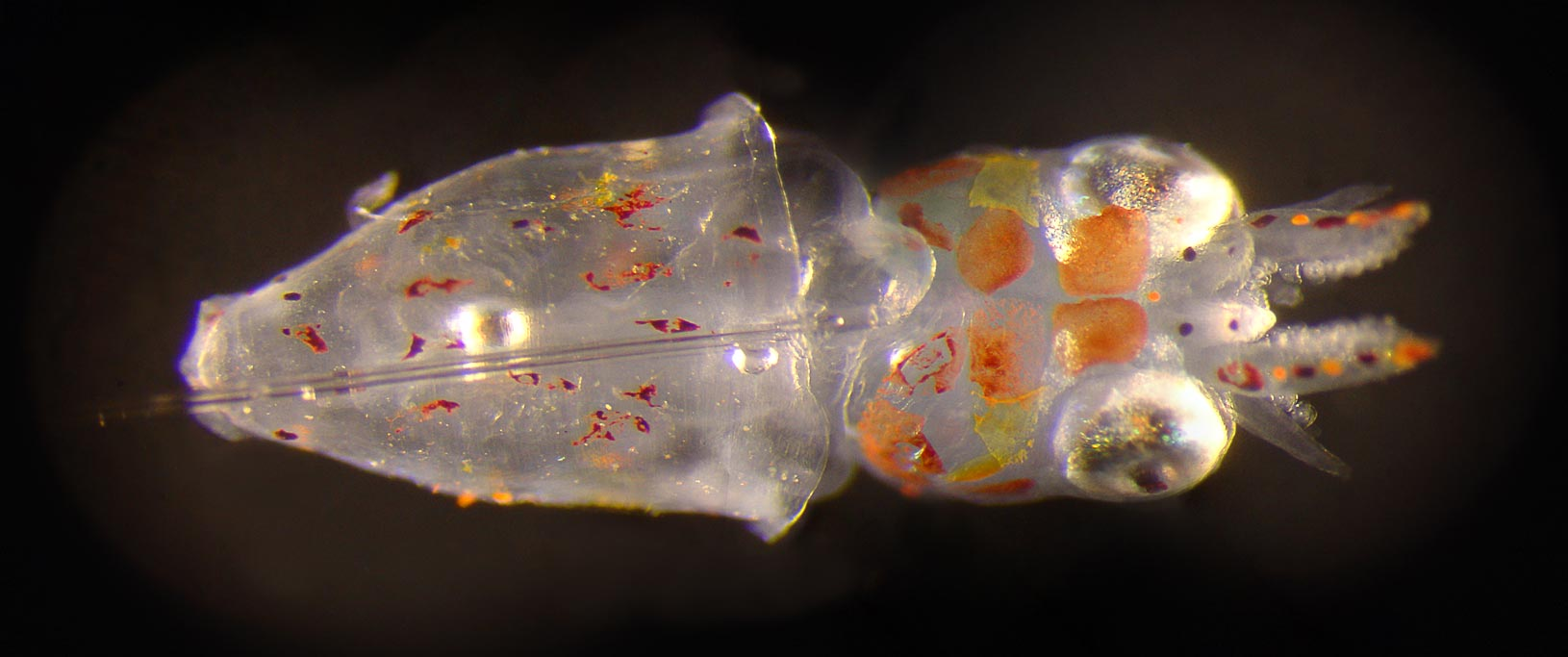
Doryteuthis opalescens

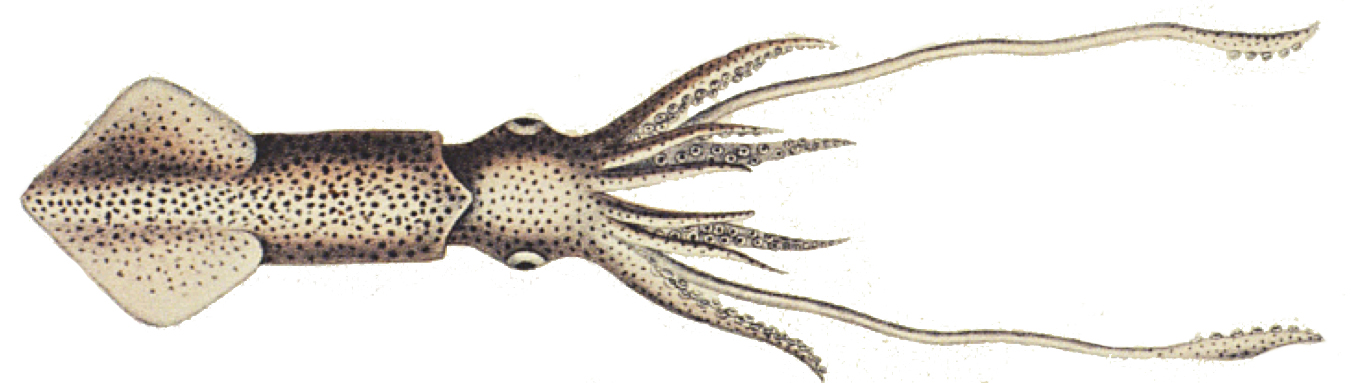
Loliolus sumatrensis

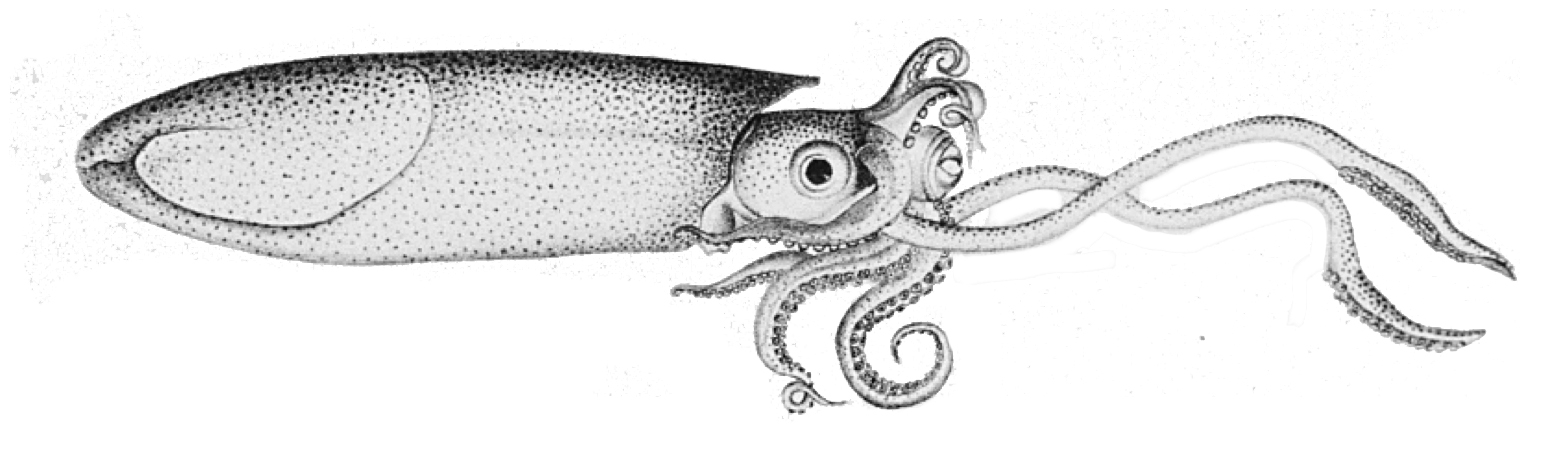
Lolliguncula brevis

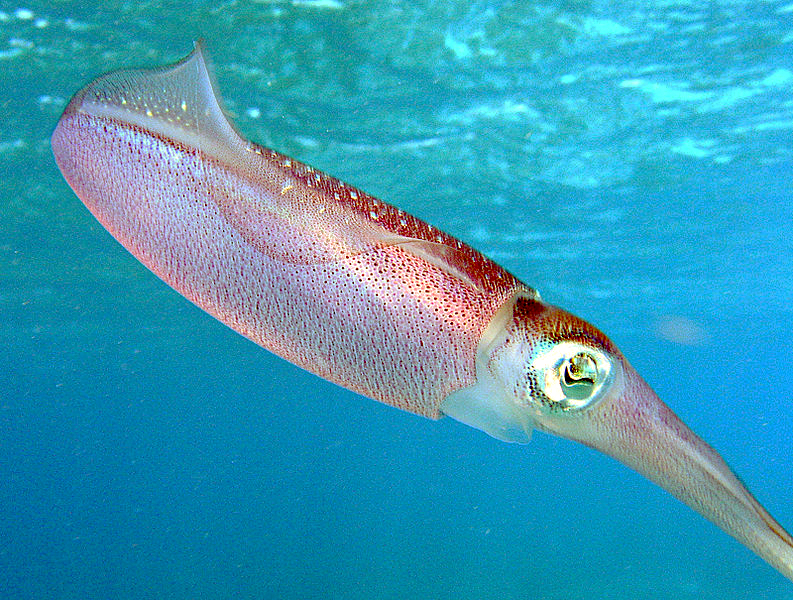
Sepioteuthis sepioidea

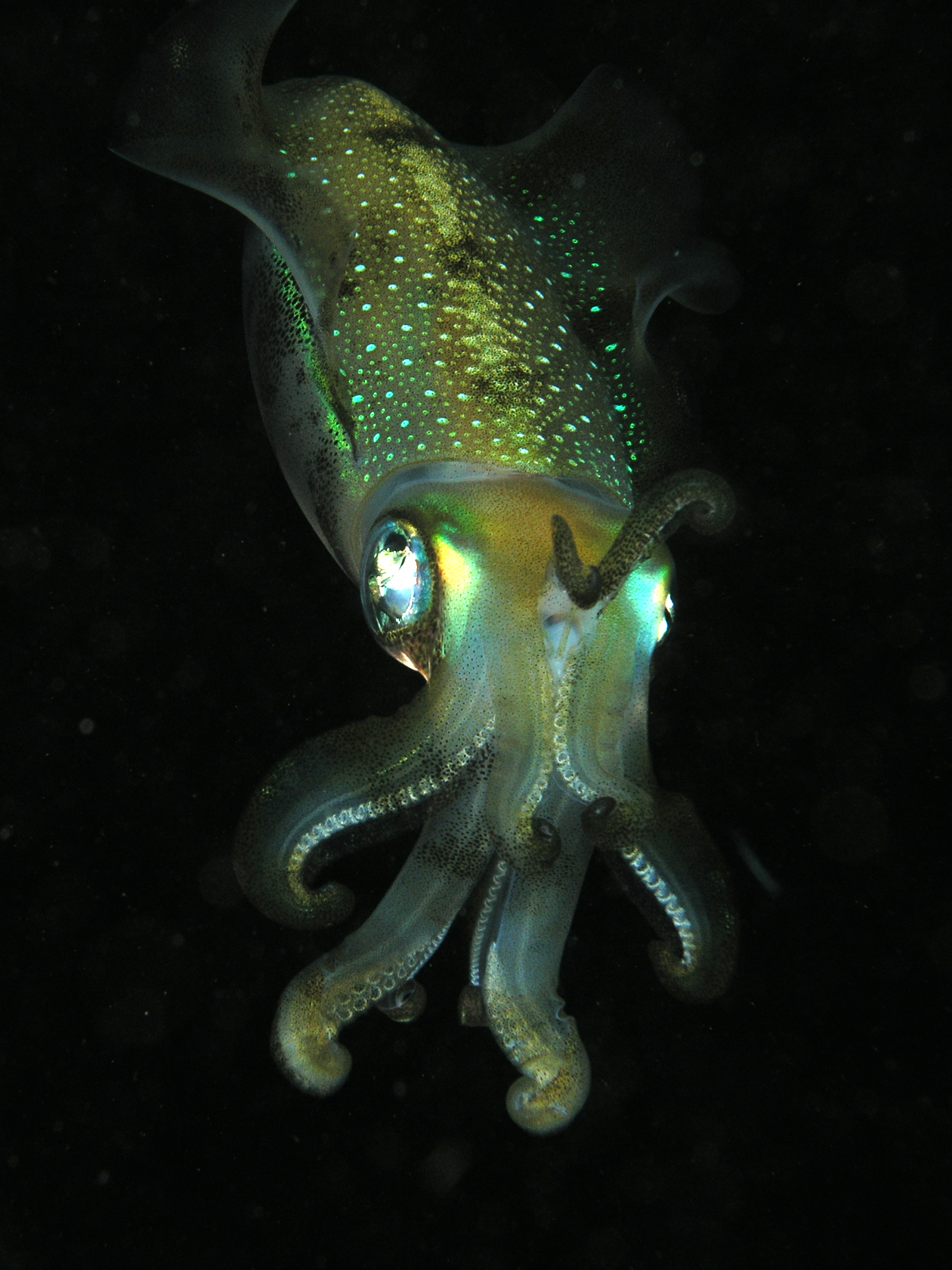
Sepioteuthis lessoniana

- Género Afrololigo
  - Afrololigo mercatoris
- Género Alloteuthis
  - Alloteuthis africana
  - Alloteuthis media
  - Alloteuthis subulata
- Género Doryteuthis
  - Subgénero Amerigo
    - Doryteuthis gahi
    - Doryteuthis ocula
    - Doryteuthis opalescens
    - Doryteuthis pealeii
    - Doryteuthis surinamensis

  - Subgénero Doryteuthis
    - Doryteuthis plei
    - Doryteuthis roperi

  - Subgénero sin nombre
    - Doryteuthis sanpaulensis
- Género Heterololigo
  - Heterololigo bleekeri
- Género Loligo
  - Loligo forbesii
  - Loligo reynaudii
  - Loligo vulgaris
- Género Loliolus
  - Subgénero Loliolus
    - Loliolus affinis
    - Loliolus hardwickei

  - Subgénero Nipponololigo
    - Loliolus beka
    - Loliolus japonica
    - Loliolus sumatrensis
    - Loliolus uyii
- Género Lolliguncula
  - Subgénero Loliolopsis
    - Lolliguncula diomedeae

  - Subgénero Lolliguncula
    - Lolliguncula argus
    - Lolliguncula brevis
    - Lolliguncula panamensis
- Género Pickfordiateuthis
  - Pickfordiateuthis bayeri
  - Pickfordiateuthis pulchella
  - Pickfordiateuthis vossi
  - Pickfordiateuthis'' sp. A
- Género Sepioteuthis
  - Sepioteuthis australis
  - Sepioteuthis lessoniana
  - Sepioteuthis sepioidea
- Género Uroteuthis
  - Subgénero Aestuariolus
    - Uroteuthis noctiluca

  - Subgénero Photololigo
    - Uroteuthis abulati
    - Uroteuthis arabica
    - Uroteuthis bengalensis
    - Uroteuthis chinensis
    - Uroteuthis duvauceli
    - Uroteuthis edulis
    - Uroteuthis robsoni
    - Uroteuthis sibogae
    - Uroteuthis singhalensis
    - Uroteuthis vossi

  - Subgénero Uroteuthis
    - Uroteuthis bartschi

  - Subgénero incertae sedis
    - Uroteuthis pickfordi
    - Uroteuthis reesi

- Datos: Q938647
- Multimedia: Loliginidae / Q938647
- Especies: Loliginidae